# Endless Damnation
Endless Damnation – pierwsze demo nagrane przez grupę muzyczną Behemoth. Kaseta została wydana przez sam zespół w 1992 roku. Nagrania pochodzą z próby formacji, nie zostały poddane także żadnej obróbce studyjnej. Efektem była bardzo niska jakość dźwięku. Oprawę graficzną wraz z logo dema początkowo wykonał Adam "Holocausto" Darski. Nowe logo zespołu wykonał Michał Kraszewski ówczesny redaktor zina muzycznego Euronymous, a w latach późniejszych redaktor naczelny magazynu Vox Mortiis.
24 czerwca 2013 roku nakładem wytwórni muzycznej Witching Hour Productions ukazało się wznowienie nagrań. Materiał ukazał się na 12" płycie gramofonowej.

## Lista utworów
Opracowano na podstawie materiału źródłowego.
| Nr | Tytuł utworu                                 | Długość |
| -- | -------------------------------------------- | ------- |
| 1. | „Into the Black Mass (utwór instrumentalny)” | 1:09    |
| 2. | „Cursed Angel of Doom”                       | 3:26    |
| 3. | „Eternal Blasphemy”                          | 4:36    |
| 4. | „Temple of Evil”                             | 4:17    |
| 5. | „Ceremony in Chapel”                         | 4:09    |
| 6. | „First Embody Remains”                       | 3:18    |
| 7. | „Endless Damnation (utwór instrumentalny)”   | 1:16    |
|    |                                              | 22:11   |

## Twórcy
Opracowano na podstawie materiału źródłowego.
- Adam "Holocausto" Darski - śpiew, gitara, keyboard, słowa
- Adam "Sodomizer" Muraszko - perkusja, keyboard, słowa
- Adam "Desecrator" Malinowski - gitara